# NGC 785
NGC 785 è una galassia lenticolare situata nella costellazione del Triangolo, a una distanza di circa 228 milioni di anni luce dalla nostra Via Lattea.

## Scoperta
La galassia è stata scoperta il 25 ottobre 1876 dall'astronomo francese Édouard Stephan. La galassia fu riosservata nel 1890 dall'astronomo statunitense Edward Barnard e successivamente inserita nell'Index Catalogue con la designazione IC 1766.

## Gruppo di NGC 777
NGC 785 fa parte del Gruppo di NGC 777. Questo gruppo comprende almeno 13 galassie, tra cui NGC 750, NGC 751, NGC 761, NGC 777, NGC 783 e NGC 789.